# Arques-la-Bataille
Pour les articles homonymes, voir Arques et Bataille (homonymie).
Arques-la-Bataille est une commune française située dans le département de la Seine-Maritime en région Normandie.

## Géographie

### Description
Arques-la-Bataille, dont le climat est influencé par la proximité de la Manche, est située à 6 km de Dieppe. Les rivières ont formé un paysage vallonné surmonté de plateaux crayeux. Du château d'Arques-la-Bataille, on peut observer trois vallées principales : les vallées de l'Eaulne et de la Béthune, qui entourent le plateau d'Aliermont, et la vallée de la Varenne.
Ces trois rivières, qui prennent naissance aux abords de la boutonnière du pays de Bray, se retrouvent sur le territoire de la commune pour former le fleuve côtier nommé « l'Arques », dont l'embouchure constitue le port de Dieppe.
Arques-la-Bataille est au débouché des vallées de la Varenne et de la Béthune, au pied de la forêt domaniale du même nom, d'une superficie de 1 000 ha.
La commune est traversée par l'avenue verte, itinéraire cyclable qui relie Paris à Londres.
La commune est située dans l'ancien pays du Talou, territoire constitutif du petit Caux aujourd'hui.

### Hydrographie
La commune est située dans le bassin Seine-Normandie. Elle est drainée par l'Arques, la Varenne, l'Eaulne, le canal de la Varenne, la Béthune et la Varenne,.
L'Arques, d'une longueur de 67 km, prend sa source dans la commune de Gaillefontaine, à une altitude de 204 m (le cours d'eau porte alors le nom de rivière de la Béthune) et se jette  dans la Manche à Dieppe, après avoir traversé 24 communes. 
La Varenne, d'une longueur de 39 km, prend sa source dans la commune de Saint-Martin-Osmonville et se jette  dans l'Arques sur la commune, après avoir traversé 13 communes. 
L'Eaulne, d'une longueur de 45 km, prend sa source dans la commune de Mortemer et se jette  dans l'Arquesen limite des communes d' sur la commune et de Martin-Église, après avoir traversé 19 communes. Les caractéristiques hydrologiques de l'Eaulne sont données par la station hydrologique située sur la commune de Martin-Église. Le débit moyen mensuel est de 3,34 m3/s. Le débit moyen journalier maximum est de 10,1 m3/s, atteint lors de la crue du 4 février 2021. Le débit instantané maximal est quant à lui de 10,2 m3/s, atteint le 23 janvier 2018.
Quatre plans d'eau complètent le réseau hydrographique : la station de Pompage 1 de la commune de Arques-la-Bataille (1,38 ha), l'Archelles (4,21 ha), le plan d'eau 1 de la commune de Arques-la-Bataille, d'une superficie totale de 8,9 ha (5,03 ha sur la commune) et le plan d'eau 2 de la commune de Arques-la-Bataille (12,37 ha),.

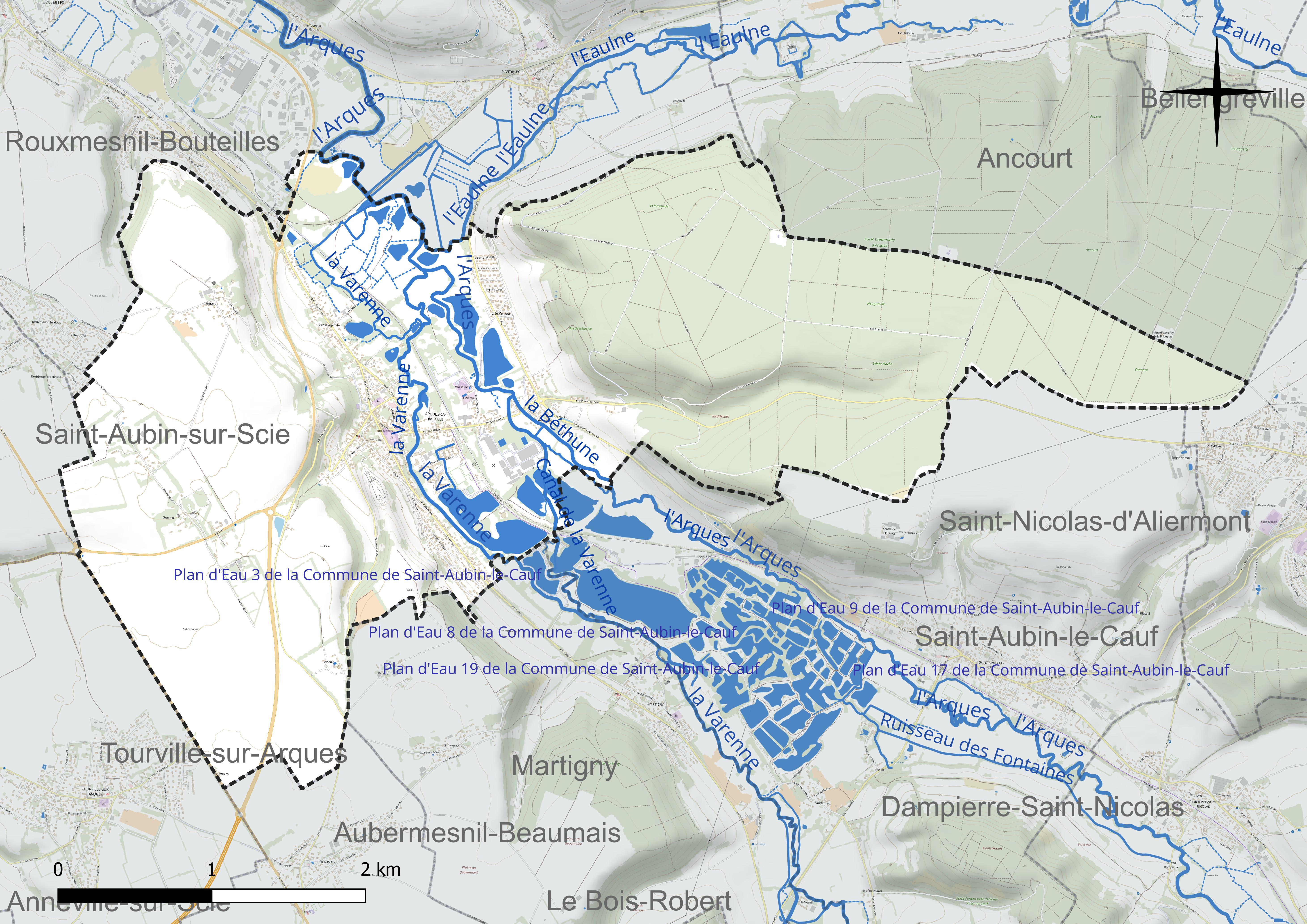
Réseau hydrographique d'Arques-la-Bataille.

### Climat
Pour des articles plus généraux, voir Climat de la Normandie et Climat de la Seine-Maritime.
En 2010, le climat de la commune est de type climat océanique altéré, selon une étude du CNRS s'appuyant sur une série de données couvrant la période 1971-2000. En 2020, Météo-France publie une typologie des climats de la France métropolitaine dans laquelle la commune est exposée à un climat océanique et est dans la région climatique Côtes de la Manche orientale, caractérisée par un faible ensoleillement (1 550 h/an) ; forte humidité de l’air (plus de 20 h/jour avec humidité relative > 80 % en hiver), vents forts fréquents. Parallèlement le GIEC normand, un groupe régional d’experts sur le climat, différencie quant à lui, dans une étude de 2020, trois grands types de climats pour la région Normandie, nuancés à une échelle plus fine par les facteurs géographiques locaux. La commune est, selon ce zonage, exposée à un « climat maritime », correspondant au Pays de Caux, frais, humide et pluvieux, légèrement plus frais que dans le Cotentin.
Pour la période 1971-2000, la température annuelle moyenne est de 10,8 °C, avec une amplitude thermique annuelle de 13,3 °C. Le cumul annuel moyen de précipitations est de 878 mm, avec 13,1 jours de précipitations en janvier et 8,3 jours en juillet. Pour la période 1991-2020, la température moyenne annuelle observée sur la station météorologique la plus proche, située sur la commune de Dieppe à 6 km à vol d'oiseau, est de 11,3 °C et le cumul annuel moyen de précipitations est de 805,2 mm,. Pour l'avenir, les paramètres climatiques de la commune estimés pour 2050 selon différents scénarios d'émission de gaz à effet de serre sont consultables sur un site dédié publié par Météo-France en novembre 2022.

## Urbanisme

### Typologie
Au 1er janvier 2024, Arques-la-Bataille est catégorisée bourg rural, selon la nouvelle grille communale de densité à sept niveaux définie par l'Insee en 2022.
Elle appartient à l'unité urbaine de Dieppe, une agglomération intra-départementale regroupant cinq  communes, dont elle est une commune de la banlieue,,. Par ailleurs la commune fait partie de l'aire d'attraction de Dieppe, dont elle est une commune de la couronne,. Cette aire, qui regroupe 62 communes, est catégorisée dans les aires de 50 000 à moins de 200 000 habitants,.

### Occupation des sols
L'occupation des sols de la commune, telle qu'elle ressort de la base de données européenne d’occupation biophysique des sols Corine Land Cover (CLC), est marquée par l'importance des territoires agricoles (51,5 % en 2018), en diminution par rapport à 1990 (53,8 %). La répartition détaillée en 2018 est la suivante : 
forêts (36,2 %), terres arables (28,9 %), prairies (20,7 %), zones urbanisées (10 %), espaces verts artificialisés, non agricoles (2 %), zones agricoles hétérogènes (2 %), zones industrielles ou commerciales et réseaux de communication (0,2 %). L'évolution de l’occupation des sols de la commune et de ses infrastructures peut être observée sur les différentes représentations cartographiques du territoire : la carte de Cassini (XVIIIe siècle), la carte d'état-major (1820-1866) et les cartes ou photos aériennes de l'IGN pour la période actuelle (1950 à aujourd'hui).

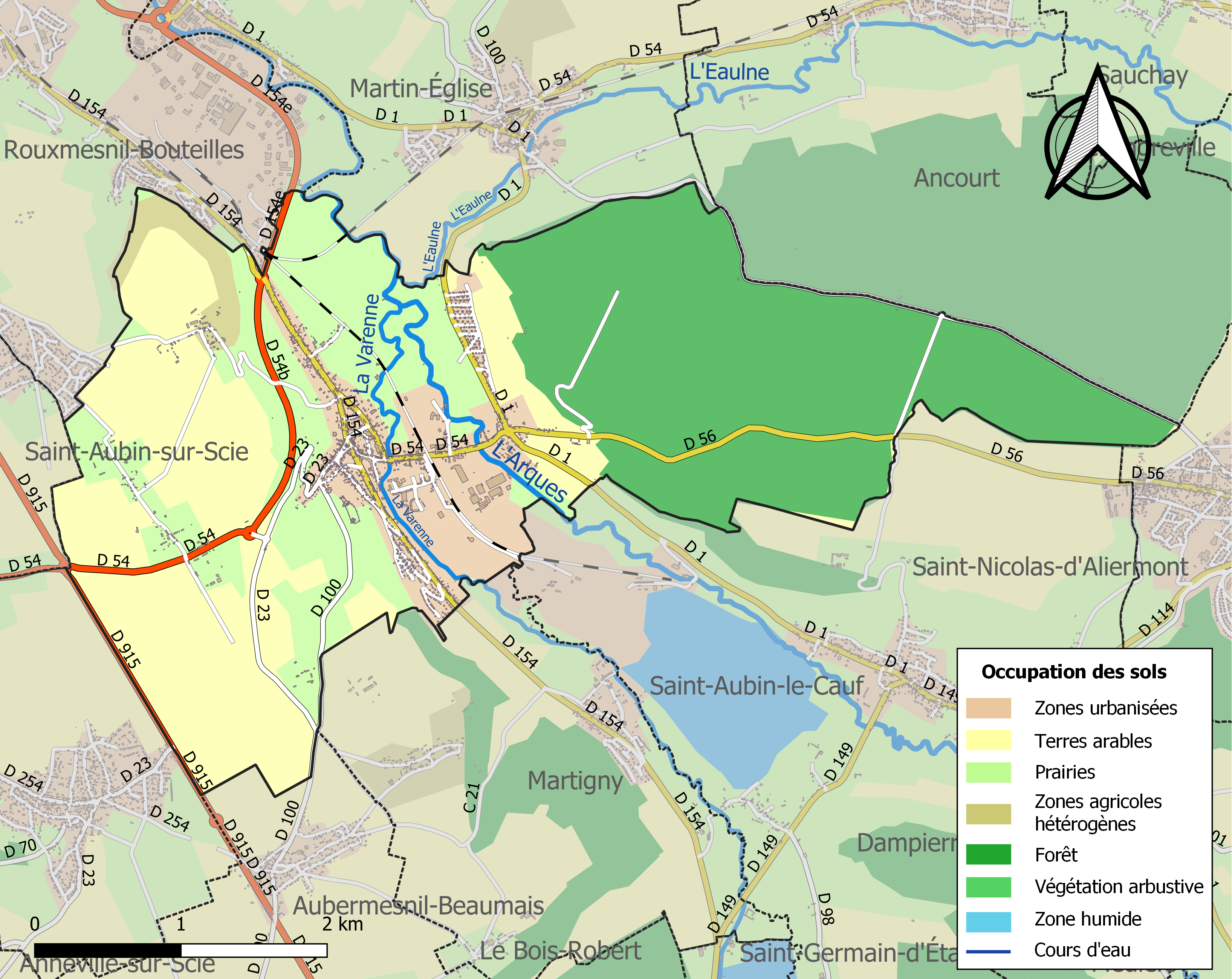
Carte des infrastructures et de l'occupation des sols de la commune en 2018 (CLC).

## Toponymie
Arques est mentionné sous les formes Arcas en 750 et en 944, Arcae en 991.
Le nom d’Arques est souvent donné comme équivalent du mot « arche » par référence à un pont sur l'Arques (le fleuve). Cette hypothèse, avancée dès 1839 par Achille Deville dans son Histoire du château d'Arques, est reprise par les toponymistes modernes,. C'est donc la rivière d’Arques qui est, dans ce cas, à l'origine du nom de la ville, phénomène que l'on observe fréquemment (cf. Fécamp, Eu, etc.), et non pas l'inverse.
Albert Dauzat et Charles Rostaing assimilent Arques aux autres noms de lieu en Arc, Arques, Arches, etc. Ils signifient « arche d'un pont », voire le pont lui-même. Cette hypothèse est reprise par François de Beaurepaire.
La forme Arcas est issue du pluriel d’arca en latin médiéval, lui-même du gallo-roman *ARCA, variante du latin arcus (nom masculin qui a donné « arc »). Elle est semblable à certaines formes anciennes du nom Pont-de-l'Arche (Eure, el Pont des Arcas vers 1047). Cet étymon gallo-roman (« bas latin ») explique le mot français arches (singulier arche). La forme Arques avec maintien du [k] est caractéristique du dialecte normanno-picard au nord de la ligne Joret et se retrouve dans Arques (Pas-de-Calais, Arkae vers 668). -Arches dans Pont-de-l'Arche est une forme « francienne », c'est-à-dire du français central et parisien, alors qu'elle se trouve bien au nord de la ligne Joret. Par contre, les formes Arques du Sud de la France sont des mauvaises francisations de l'occitan Arcas, issu du nom commun arca « arche, coffre ».
Le déterminant complémentaire -la-Bataille a été ajouté en 1882 en souvenir de la bataille livrée en ce lieu par Henri IV en 1589 et afin de remédier à de fréquentes confusions avec Arques dans le Pas-de-Calais.

## Histoire
À la suite de la confiscation (commise) de l'ensemble des possessions française de Jean sans Terre, par jugement du 28 avril 1202, Philippe Auguste met, en 1202, le siège devant Arques. Entre-temps, Philippe avait renoué avec Arthur Ier de Bretagne, et ce dernier avait mis alors le siège devant Mirebeau défendu par Aliénor sa grand-mère. Jean sans Terre, furieux de cette nouvelle trahison d'Arthur, se dirige alors vers Le Mans, puis Mirebeau où il prend les assiégeants par surprise et les faits prisonniers, y compris Arthur et Hugues de Lusignan. Ce revers considérable pour Philippe Auguste le pousse à abandonner le siège d'Arques, et quitte la Normandie.
Dans le cadre de la reconquête de la Normandie par Philippe Auguste, la ville fait sa reddition, après celle de Rouen intervenue le 24 juin 1204, et avant Verneuil.
Du 15 au 29 septembre 1589 s'y déroula la bataille d'Arques livrée par Henri IV contre les Ligueurs menés par le duc de Mayenne.
Durant la Révolution française de 1790 au 8 pluviôse an IX (28 janvier 1801), Arques fut chef-lieu de canton.

## Politique et administration
| Période                                  | Période                    | Identité             | Étiquette | Qualité                                                           |
| ---------------------------------------- | -------------------------- | -------------------- | --------- | ----------------------------------------------------------------- |
| 1830                                     | 1834                       | Florent Rebsomen     |           | Officier retraité                                                 |
| Les données manquantes sont à compléter. |                            |                      |           |                                                                   |
| mai 1871                                 | septembre 1876             | Odon de Malartic     |           | Propriétaire                                                      |
| octobre 1876                             | avril 1888                 | Alexandre Tassel     |           | Directeur d'entreprise                                            |
| mai 1888                                 | avril 1892                 | Étienne de Suzanne   |           | Propriétaire                                                      |
| mai 1892                                 | avril 1900                 | Alexandre Tassel     |           | Directeur d'entreprise                                            |
| mai 1900                                 | avril 1904                 | Alexandre Bouteiller |           | Employé de la Compagnie des chemins de fer de l'Ouest             |
| mai 1904                                 | juillet 1912               | Alexandre Tassel     |           | Directeur d'entreprise                                            |
| août 1912                                | mai 1929                   | Léon Baudelot        |           | Directeur d'entreprise                                            |
| mai 1929                                 | février 1930               | Pierre Loisif        |           |                                                                   |
| février 1930                             | mai 1935                   | Léon Baudelot        |           | Directeur d'entreprise                                            |
| mai 1935                                 | septembre 1944             | Albert Thoumyre      |           | Directeur d'entreprise                                            |
| septembre 1944                           | octobre 1959               | Paul Colin-Baudelot  |           | Directeur d'entreprise                                            |
| octobre 1959                             | avril 1960                 | Louis Saint-Saëns    |           |                                                                   |
| avril 1960                               | mars 1971                  | Henri Schmeltz       |           | Colonel                                                           |
| mars 1971                                | mai 2020                   | Guy Sénécal          | PCF       | Retraité Conseiller général du canton d'Offranville (1976 → 1982) |
| mai 2020,                                | En cours (au 10 août 2020) | Maryline Fournier    | PCF       | Conseillère départementale du Canton de Dieppe-2 depuis 2021      |

## Population et société

### Démographie
L'évolution du nombre d'habitants est connue à travers les recensements de la population effectués dans la commune depuis 1793. Pour les communes de moins de 10 000 habitants, une enquête de recensement portant sur toute la population est réalisée tous les cinq ans, les populations de référence des années intermédiaires étant quant à elles estimées par interpolation ou extrapolation. Pour la commune, le premier recensement exhaustif entrant dans le cadre du nouveau dispositif a été réalisé en 2006.

En 2022, la commune comptait 2 433 habitants, en évolution de −5,44 % par rapport à 2016 (Seine-Maritime : +0,35 %, France hors Mayotte : +2,11 %).
| 1793 | 1800 | 1806 | 1821 | 1831 | 1836 | 1841 | 1846 | 1851 |
| ---- | ---- | ---- | ---- | ---- | ---- | ---- | ---- | ---- |
| 700  | 750  | 754  | 808  | 934  | 864  | 810  | 889  | 923  |

| 1856 | 1861 | 1866 | 1872  | 1876 | 1881 | 1886 | 1891  | 1896  |
| ---- | ---- | ---- | ----- | ---- | ---- | ---- | ----- | ----- |
| 913  | 957  | 968  | 1 000 | 961  | 946  | 990  | 1 146 | 1 159 |

| 1901  | 1906  | 1911  | 1921  | 1926  | 1931  | 1936  | 1946  | 1954  |
| ----- | ----- | ----- | ----- | ----- | ----- | ----- | ----- | ----- |
| 1 171 | 1 331 | 1 598 | 2 005 | 2 402 | 2 500 | 2 462 | 2 617 | 2 586 |

| 1962  | 1968  | 1975  | 1982  | 1990  | 1999  | 2006  | 2011  | 2016  |
| ----- | ----- | ----- | ----- | ----- | ----- | ----- | ----- | ----- |
| 2 735 | 2 813 | 2 653 | 2 742 | 2 546 | 2 535 | 2 486 | 2 555 | 2 573 |

| 2021  | 2022  | - | - | - | - | - | - | - |
| ----- | ----- | - | - | - | - | - | - | - |
| 2 480 | 2 433 | - | - | - | - | - | - | - |

La forte croissance dans la seconde moitié du XIXe siècle est due à l'industrialisation du fond de vallée, en particulier avec la société « La Viscose » créée en 1903 par le chimiste Ernest Carnot, un des fils du président Carnot. Ce site industriel, qui connut par la suite diverses raisons sociales (CTA, Rhône-Poulenc, Regma Solutions), marqua profondément la vie de la commune jusque dans les années 1980. À partir des années 1980-1990, la population baisse légèrement. Il y a plus de naissances que de décès mais le manque de terrains disponibles pour la construction ne permet pas de compenser les phénomènes de décohabitation. Les études conduites dans le cadre du plan local de l'habitat (PLH) de la communauté d'agglomération Dieppe maritime montrent bien le phénomène.

### Vie associative
L’académie Bach est créée en 1997 à l’initiative de l’adjoint au maire de la commune dans le but de promouvoir et faire vivre l’orgue de jubé installé la même année dans l’église Notre-Dame-de-l’Assomption. L’association organise chaque année un festival de musique ancienne à la fin du mois d’août à Arques-la-Bataille et communes alentour : les églises Saint-Rémy de Dieppe, de Colmesnil-Manneville, de Sainte-Marguerite-sur-Mer, Saint-Valery de Varengeville-sur-Mer, le parc floral du bois des Moutiers, le château de Bosmelet.
Au-delà de ce festival, l’association accompagne de nombreux artistes dans leur démarche de création : Le Poème Harmonique, Café Zimmermann, Les Musiciens de Saint-Julien, Les Basses Réunies, L'Arpeggiata, l’Ensemble Pierre Robert, Hélène Schmitt, Céline Frisch, Benjamin Alard, Benjamin Lazar, Alexandra Rübner, etc.
Enfin, l'académie Bach mène différentes actions de développement des publics : accueil d’artistes en résidence, production d’œuvres insolites, sensibilisation des publics (scolaires, pratiquants amateurs, personnes handicapées…) au travers d’ateliers musicaux, master classes, conférences, expositions, initiation au théâtre baroque, aux danses traditionnelles…
La DRAC de Haute-Normandie lui a par ailleurs confié en 2004 l’inventaire des fonds musicaux anciens conservés en région.
La musique d'Arques-la-Bataille
La musique d'Arques-la-Bataille a été créé en 1920 par les industriels d'Arques qui a donné le nom de la MIA (Musique des Industriels d'Arques) à la suite de la fermeture des usines la musique se renomma la musique d'Arques.

## Culture locale et patrimoine

### Lieux et monuments

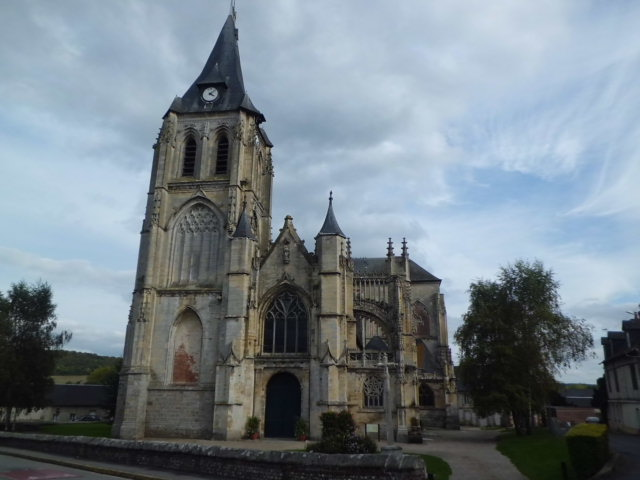
Église Notre-Dame.

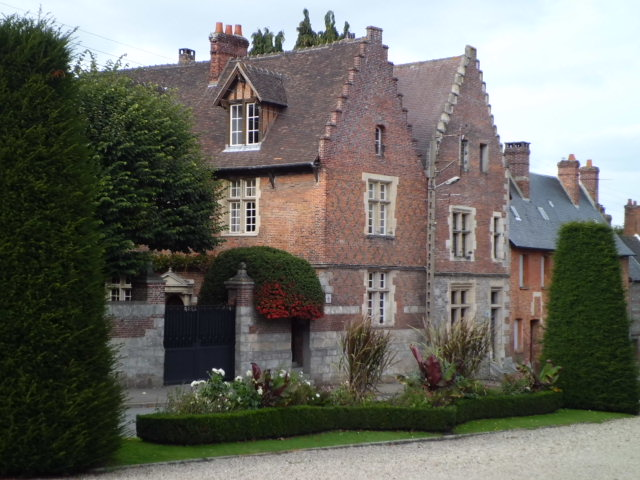
Arques-la-Bataille, Seine-Maritime, maisons de style flamand.

- Église Notre-Dame-de-l'Assomption  Classée MH (1862)[38] (1515-1633) de style gothique flamboyant, et son orgue installé sur le jubé de style Renaissance. L'église d'Arques est une des rares en France à avoir conservé son jubé, après que le concile de Trente eut recommandé la suppression de ces clôtures de chœur. Un orgue neuf a été installé sur le jubé en 1997[39]. Le festival musical de l'Académie Bach s'y déroule chaque année depuis 1998[40]. Vitraux remarquables (XVIe et XIXe siècles).
- Le château d'Arques-la-Bataille, situé au confluent de trois vallées, fut plusieurs fois assiégé depuis Guillaume le Bâtard (1053) jusqu'à Henri IV (1589). En ruines, dès le XVIIIe siècle, il a fait l'objet de restaurations, assez grossières, dans les années 1830. Il est devenu, depuis le Second Empire, la propriété de l'État.
- Le groupe scolaire construit en 1935 par l'architecte Georges Thurin,  Inscrit MH (2001)[41], inscrit au titre des Monuments historiques).
- Manoir d'Archelles,  Inscrit MH (1930)[42].
- Le site industriel de la Viscose - Les cheminées des anciennes usines des Éts Thoumyre et des Éts Baudelot.
- Ancienne abbaye Notre-Dame et Saint-Joseph d'Arques.

### Patrimoine naturel
- Le belvédère de la Baronne, en forêt domaniale, à Arques-la-Bataille  Site classé (1942)[43].
- Le point de vue de la Pyramide, en forêt domaniale, à Arques-la-Bataille  Site classé (1943)[44].

### Arques-la-Bataille dans les arts
Arques-la-Bataille est citée dans le poème d'Aragon Le Conscrit des cent villages.

### Personnalités liées à la commune
- Gosselin d'Arques, vicomte d'Arques au XIe siècle.

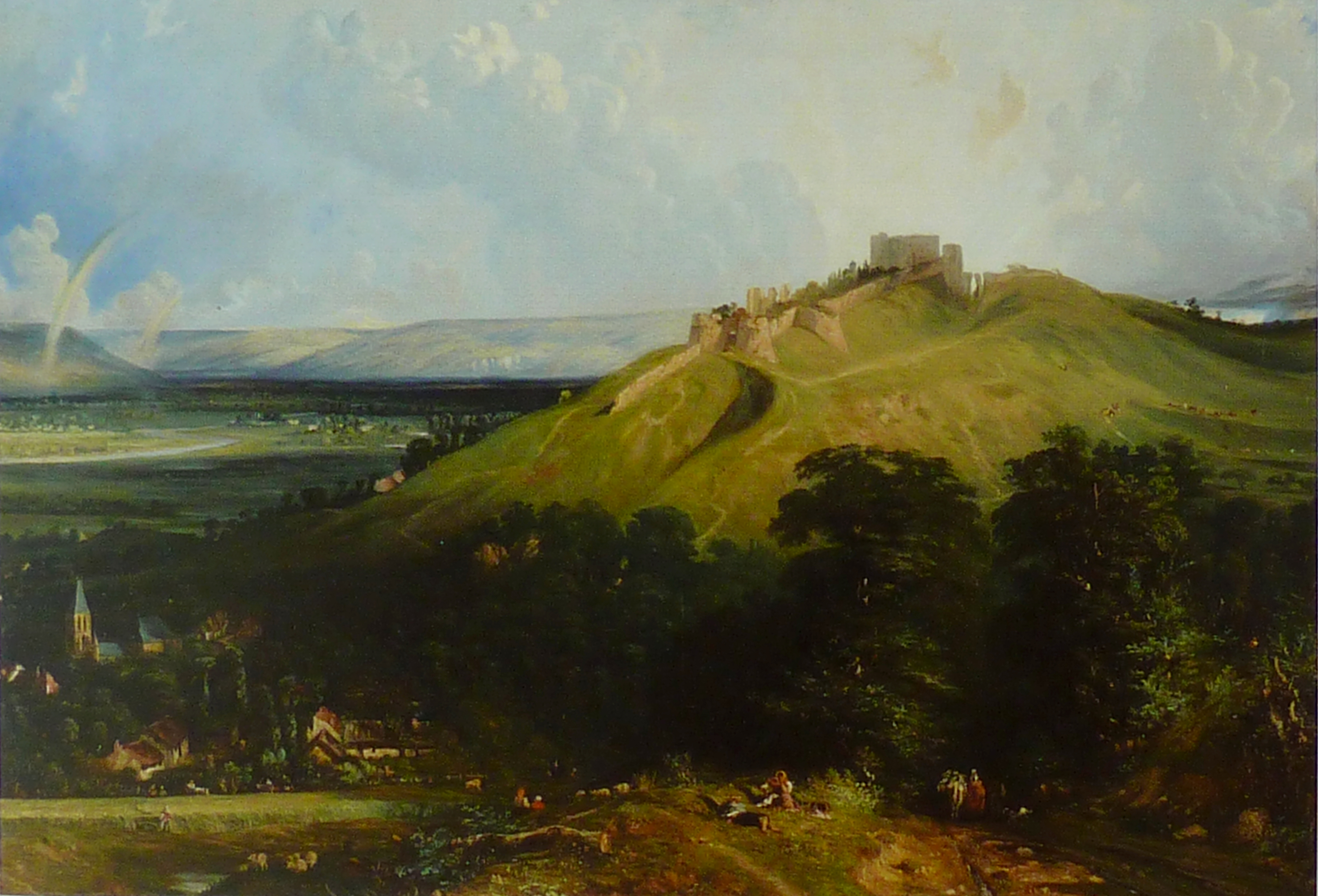
Les ruines du château et la vallée, tableau par Paul Huet, 1839, musée des beaux-arts d'Orléans.

- Pierre Desceliers (v. 1500-v. 1558), cartographe, y est né.
- Aymar de Clermont-Chaste (1514-1603), gouverneur d'Arques-la-Bataille et de Dieppe.
- Daniel de Rémy de Courcelles (1626-1698).
- Henri-Marie Ducrotay de Blainville (1777-1850), zoologiste, y est né.
- Suzy Depsy (1890-?) y serait née[46].
- Henri-Lucien-Camille Schmeltz, grand officier[réf. nécessaire] de la Légion d'honneur (1959)[47], né à Champenoux le 14 novembre 1890 et mort à Arques-la-Bataille en 1974, maire entre 1960 et 1971, colonel en retraite, ancien déporté.
- Georges Thurin (1892-1958), y a eu son cabinet d'architecte.
- Emmanuel Petit, né en 1970, footballeur, champion du monde 1998 a joué à l'E.S. Arques de 1977 à 1984.
- John Henry Twachtman (1853-1902), peintre impressionniste américain, membre des "Ten American Painters", médaille d'or en peinture à l'Exposition universelle de 1893 à Chicago. Fit de nombreux séjours dans la commune dont il s'inspira pour la plupart de ses eaux fortes.

### Héraldique
| Armes d'Arques-la-Bataille | Les armes de la commune d'Arques-la-Bataille, inspirées d'un sceau de la vicomté d'Arques, se blasonnent ainsi : De gueules à une forteresse de deux tours surmontant un pont de trois arches, le tout d'argent surmontant une rivière d'azur. (un vitrail de l'église montre les mêmes pièces, mais avec des émaux différents. Le sceau de la vicomté ne montre pas d'émaux.) |